# Rawa Sari (Cempaka Putih)
Rawa Sari (Rawasari) is een plaats (wijk) - (kelurahan) in het bestuurlijke gebied Cempaka Putih, Jakarta Pusat (Centraal-Jakarta) in de provincie Jakarta, Indonesië.  De plaats telt 23.794 inwoners (volkstelling 2010).